# Rhynchosia calobotrya
Rhynchosia calobotrya är en ärtväxtart som beskrevs av Hermann August Theodor Harms. Rhynchosia calobotrya ingår i släktet Rhynchosia och familjen ärtväxter. Inga underarter finns listade i Catalogue of Life.